# Аббас Хассан
Аббас Ахмад Хассан (араб. عباس أحمد حسن / швед. Abbas Ahmad Hassan; нар. 10 травня 1987, Бліда, Ліван) — ліванський та шведcький футболіст, воротар.
Народився в Лівані, але в юному віці переїхав до Швеції. Вихованець «Ельфсборга», у футболці якого 2005 року переведений у першу команду. У дорослому футболі дебютував 20 червня того ж року в поєдинку Аллсвенскану у поєдинку проти «Мальме», в якому замінив травмованого Югана Віланда. Після виступів в оренді за «Ольборг» у сезоні 2009-2010 років, перебрався до «Норрчепінга», у футболці якого виступав з 2011 по 2013 рік. Того ж року повернувся в «Ельфсборг», де грав протягом трьох років, а в 2016 році перейшов до «Ергрюте». У 2017 році Хасан вперше та востаннє виїхав з Європи, грав у країні свого походження, Лівані. З 2017 по 2020 рік виступав за «Неджмех», у футболці якого й завершив футбольну кар'єру.
Незважаючи на виступ за юнацьку та молодіжну збірну Швеції з 2003 по 2006 рік, з 2012 по 2018 рік встиг зіграти 25 матчів за національну збірну Лівану.

## Клубна кар'єра
Футболом розпочав займатися в «Арвідсторпсі», але в 2002 році переїхав на північ до Буроса, де став гравцем «Ельфсборга». Йому довелося чекати до 2005 року, перш ніж дебютувати за клуб. Коли основний воротар Юган Віланд отримав травму, він зіграв достатньо добре, щоб посадити на лаву Хакана Свенссона, якого привезли як короткочасну заміну травмованому Віланду. Під час передсезонних зборів 2006 року отримав травму, і Віланд повернув собі місце першого вибору. Після одужання став другим воротарем і залишився в чемпіонському сезоні 2006 року не зіграв жодного офіційного матчу. У наступні роки залишався другим воротарем, після Віланда, і зіграв ще тричі у 2007 році. На початку 2008 року Хассан перебував на перегляді в англійському клубі «Манчестер Сіті». Перед початком сезону 2009 року вважалося, що Аббас замінить Віланда, який пішов до «Копенгагена», однак прихід австралійського воротаря Анте Човича та шведа Йоакіма Вульфа призвів до того, що Хассан став третім воротарем й почав відкрито заявляти, що хоче покинути клуб.
9 липня було підтверджено, що Хассан покине «Ельфсборг» і перейде до «Ольборга», до шведського тренера Магнус Перссон, з яким підписав 1-річну орендну угоду. В «Ольборзі» повинен був замінити Кеннета Стенлінда, який перебрався до «Горсенса» щоб стати дублером марокканця Каріма Зази. У своєму новому клубі він зустрівся з двома іншими співвітчизниками — Луаєм Чанко та Андреасом Юганссоном. Проте впевнена гра Каріма Зази так і не дала шансів дебютувати Аббасу за данський клуб. 29 червня (формально 8 липня) 2010 року приєднався до клубу шведського Супереттана «Норрчепінг» за короткостроковим контрактом, щоб замінити травмованого воротаря Давіда Нільссона та стати дублером Нікласа Вестберга.
У п'ятницю, 27 серпня, дебютував у Супереттані за «Норрчепінг» проти «Юнгшиле», коли замінив воротаря Нікласа Вестберга, який отримав дискваліфікацію на один матч за три жовті картки. Матч завершився з рахунком 2:1 на користь «Норрчепінга». Загалом провів два матчі в чемпіонаті. У грудні 2010 року підписав 3-річний контракт з «Норрчепінгом» після того, як клуб вийшов до Аллсвенскана і формально залишив «Ельфсборг». Під час підготовки виграв конкуренцію у своїх суперників і грав у перших п’яти іграх сезону, перш ніж йому довелося через травму поступитися місцем першого воротарю Вестбергу. Починаючи з дев’ятого туру знову став основним воротарем, але в середині серпня після виїзної поразки 0:5 від «Кальмара» знову став другим воротарем. Ніклас Вестберг покинув клуб після завершння сезону, а Хассан знову став основним воротарем на початку сезону 2012 року. Проте й після цього він не зміг закріпитися в основі, молодий голкіпер Давід Нільссон витіснив його і зіграв 19 з 30 матчів сезону. Проте згодом став третім воротарем, лише періодично потрапляв на лаву запасних.
6 лютого 2013 року повернувся до чемпіона Швеції 2012 року «Ельфсборга» після розриву контракту з «Норрчепінгом». Замінив Андреаса Андерссона, який пішов за правилом Босмана з «Ельфсборга» в «Юнгшиле». Проте й в «Ельфсборзі» стати основним воротарем не вдалося, Аббас зіграв 2 матчі, залишаючись дублером Кевіна Штура Еллегаарда. У січні 2014 року продовжив з клубом контракт на два роки. У травні того ж року вийшов на поле у фіналі Кубка Швеції проти «Гельсінгборга», вийшов на заміну замість травмованого Еллегаарда в середині другого тайму. «Ельфсборг» завдяки єдиному голу Лассе Нільссона здобув перемогу у фіналі та виграв трофей. Протягом наступних років залишався другим воротарем, тому влітку 2016 року перебрався до «Ергрюте». З гетеборзьким клубом, який виступав у другому дивізіоні чемпіонату Швеції, підписав контракт до завершення сезону.
У 2017 році перебрався до Лівану, де уклав договір з «Неджмехом». Він повернувся до Швеції на початку 2020 року через пандемію COVID-19 і протести в Лівані, які почалися в жовтні 2019 року, що призвело до призупинення футболу в країні з 21 січня 2020 року.

## Кар'єра в збірній
У 2003 році Пітер Герхардссон викликав Аббаса до юнацької збірної Швеції (U-19). Згодом потрапив на олівець Томмі Седербергу та Йоргена Леннартссона, головного тренера молодіжної збірної Швеції. На початку 2006 року зіграв у двох матчах молодіжної збірної Швеції.
У футболці національної збірної Лівану дебютував 22 січня 2012 року в поєдинку проти Іраку.
Зоряним часом Аббаса у футболці збірної Лівану стала гра проти Ірану, де став найкращим гравцем матчу, і допоміг своїй команді перемогти з рахунком 1:0. Викликаний та поставлений у склад німецьким тренером воротарів Крістіаном Швайхлером і тренером Тео Бюкером, він був у натхненній формі протягом усіх 90 хвилин, зробив низку гарних акробатичних сейвів на завершальній стадії, коли Іран кидав все вперед, що змусило тренера Ірану Карлуша Кейроша сказати наступні слова: «Я вважаю, що сьогодні народився національний герой. Для мене рахунок був Аббас Хассан 1 Іран 0».
Пізніше його навички також допомогли команді під час матчу проти Південної Кореї, допоки Кім Чі Ву не зрівняв рахунок на 97-й хвилині.

## Досягнення
«Ельфсборг»
- Аллсвенскан
  -  Чемпіон (1): 2006

- Кубок Швеції
  -  Володар (1): 2013/14

- Суперкубок Швеції
  -  Володар (1): 2007

«Неджмех»
- Елітний кубок Лівана
  -  Володар (2): 2017, 2018

Індивідуальні
- Команда мрії всіх часів збірної Лівану за версією IFFHS